# ژیتکاویچی
ژیتکاویچی (به لاتین: Zhytkavichy) یک منطقهٔ مسکونی در بلاروس است که در منطقه گومل واقع شده‌است. ژیتکاویچی ۱۶٬۶۰۰ نفر جمعیت دارد.